# Proceratophrys palustris
Espèce
Statut de conservation UICN

 DD  : Données insuffisantes
Proceratophrys palustris est une espèce d'amphibiens de la famille des Odontophrynidae.

## Répartition
Cette espèce est endémique de plateau de Poços de Caldas dans l'État du Minas Gerais dans le sud-est du Brésil. Elle se rencontre à environ 1 200 m d'altitude,.

## Publication originale
- Giaretta & Sazima, 1993 : Nova espécie de Proceratophrys Mir. Rib. do sul de Minas Gerais, Brasil (Amphibia, Anura, Leptodactylidae). Revista Brasileira de Biologia, vol. 53, p. 13-19.